# Aljarafe Center
El Aljarafe Center es un complejo ocupado principalmente por oficinas y un hotel de cuatro estrellas situado en la localidad sevillana de Mairena del Aljarafe.

## Diseño
Está compuesto por dos torres de color blanco de quince plantas cada una unidas por la parte inferior y por otros edificios de menor altura alrededor de una gran plaza pública. En el complejo alberga además de las oficinas y el hotel de 119 habitaciones, una biblioteca pública y también cuenta con locales comerciales y un parking. Las instalaciones poseen rampas y no existen barreras arquitectónicas.
Las torres tienen una altura de 60 metros, siendo el edificio más alto de la Comarca del Aljarafe y el tercero más alto del Área Metropolitana de Sevilla tras la Torre Sevilla y la Torre de los Remedios, ambas en la capital hispalense.

## Situación y accesos
El complejo está situado junto a un centro comercial de gran superficie que incluye marcas de renombre como Mango, H&M o firmas del grupo Inditex y Tendam.
Se puede acceder al complejo en transporte público, tanto en autobús como en metro. En concreto la estación de metro que sirve a la zona es la estación de Ciudad Expo, la estación terminal de la Línea 1. Está situado en la "zona B" del Consorcio de Transportes Metropolitano del Área de Sevilla. En un futuro, el Tranvía Metropolitano del Aljarafe tendrá conexión con la estación de metro.